# État de Peleliu
Pour les articles homonymes, voir Peleliu.
Peleliu est l'un des seize États qui forment les Palaos. Il est situé au sud-ouest des îles Chelbacheb qui font partie de l'État de Koror.

## Toponymie
Le nom natif de l’État est Beliliou, composé de beluu (dont le sens peut aller de « terre » (par opposition à l’eau), à « pays », « lieu » ou « village ») et du diminutif en eou. Il est possible aussi d'y voir le mot blai signifiant « maison ». Le sens général du mot serait « terre sous le vent ».
Le nom poétique Odesangel désigne également l'île.

## Géographie

### Géographie physique

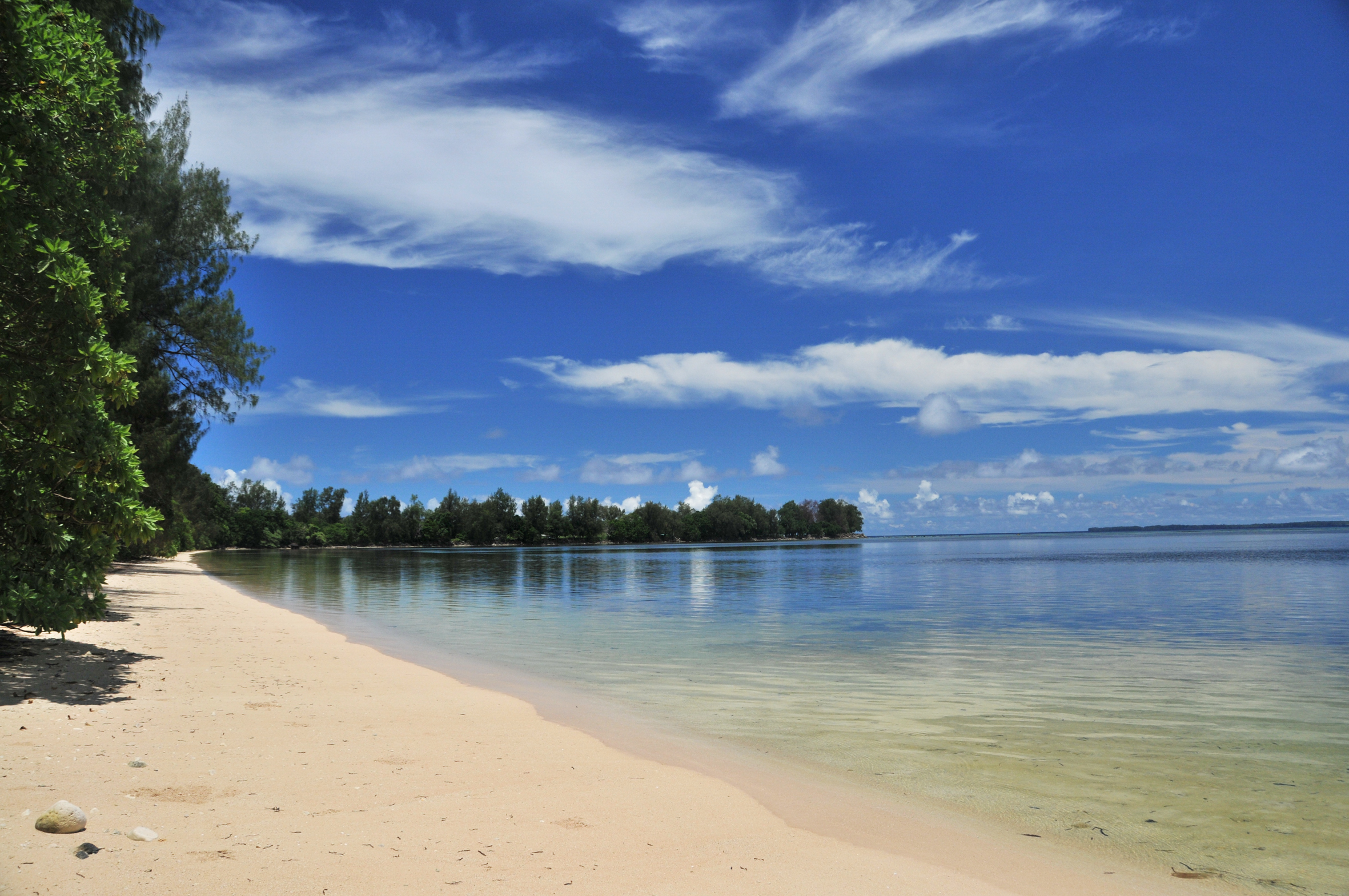
La plage Orange sur l'île de Peleliu.

L’État se situe à environ 48 km au sud de Koror. Il est composé de plusieurs îles dont deux seulement sont habitées. L'île principale, Peleliu est un atoll surélevé bordée à l’est, au sud et à l'ouest par un récif proche de ses côtes. Au nord, un espace de transition, un estran, occupé par deux mangroves, donne sur le lagon.
Quelques élévations existent, à l'ouest de Peleliu, et portent les noms de Beach Ridge, Bloody Nose Ridge et Amangial Ridge. Le point culminant de l’État, le Rois Kar, se trouve au centre-ouest de l'île de Peleliu. Il atteint 75 mètres d'altitude. Il est suivi par le Roischemiangel, qui culmine à 62 mètres. Les autres collines notables sont : Five Brothers (60 mètres), Ngedechelabed (55 mètres), Rois Omleblochel (10 mètres) et Hill 80.
Au sud-est de l’État, les mangroves s'étendent et englobent Ngetengchau, Ngurungor et Ruriid. L'île de Telkakl, au sud de Peleliu est maintenant reliée à l'île principale dans le cadre de la construction du port sud de Peleliu. À l'inverse, la péninsule Omidkill semble désormais détachée de l'île principale. Les principales îles se trouvent au nord-ouest, sur le récif. La seule autre île habitée, occupée par le Carp Island Resort, est Ngercheu, l’île principale du groupe d'îles du même nom. À l’est, le récif frangeant oriental de Peleliu, se dirigeant vers le nord, compte plusieurs petites îles et, au nord, les rochers Ngereklim, marquant la frontière entre Koror et Peleliu.
| Île                      | Superficie (km2) | Population (2015) | Coordonnées                                                            |
| ------------------------ | ---------------- | ----------------- | ---------------------------------------------------------------------- |
| Peleliu                  | 17,7             | 484               | 6° 59′ 34,8″ N, 134° 13′ 55,2″ E                                       |
| Ngercheu (Îles Ngercheu) | 0,93 (1,38)      | 50 (50)           | 7° 05′ 38,22″ N, 134° 16′ 44,65″ E (7° 05′ 51,02″ N, 134° 16′ 11,1″ E) |
| Ngesebus                 | 0,95             | 0                 | 7° 03′ 21,31″ N, 134° 15′ 31,25″ E                                     |
| Ngurungor                | 0,54             | 0                 | 7° 00′ 56,2″ N, 134° 16′ 00,731″ E                                     |
| Kongauru                 | 0,34             | 0                 | 7° 03′ 48,92″ N, 134° 16′ 28,42″ E                                     |
| Ngebad                   | ?                | 0                 | 7° 01′ 16,03″ N, 134° 16′ 19,52″ E                                     |
| Belualasmau (Murphy)     | 0,02             | 0                 | 7° 03′ 54,97″ N, 134° 16′ 56,75″ E                                     |
| Ngerkersiul              |                  | 0                 | 7° 02′ 09,38″ N, 134° 17′ 49,31″ E                                     |
| Ngeruchubtang            |                  | 0                 | 7° 05′ 06,18″ N, 134° 19′ 53,04″ E                                     |
| Ngesuall                 |                  | 0                 | 7° 01′ 00,23″ N, 134° 16′ 12,65″ E                                     |
| Ngetengchau              |                  | 0                 | 7° 00′ 04,57″ N, 134° 15′ 09″ E                                        |
| Ngkeuall                 |                  | 0                 | 7° 03′ 29,81″ N, 134° 16′ 33,42″ E                                     |
| Oimaderuul               |                  | 0                 | 7° 03′ 11,38″ N, 134° 15′ 27,72″ E                                     |
| Ruriid                   |                  | 0                 | 7° 01′ 56,53″ N, 134° 16′ 06,78″ E                                     |
| Telkakl                  |                  | 0                 | 6° 58′ 55,81″ N, 134° 13′ 26,58″ E                                     |

### Géographie administrative
L’État a pour capitale Kloulklubed. Les autres zones habitées sont Koska, Imelechol et le Resort de Ngercheu.
Selon la Constitution, les villages traditionnels de Peleliu sont Ngerdelolk, Ngesias, Ngerchol, Ngerkeukl et Teliu. Cependant, la plupart n’ont pas été reconstruit après la bataille de Peleliu et ceux-ci servent désormais à identifier les personnes de Peleliu.

## Histoire

### Découverte par les Occidentaux
La première fois que Peleliu, Babeldaob, et Koror ont été aperçues par les Occidentaux fut lors de l'expédition espagnole de Ruy López de Villalobos à la fin de janvier 1543. Elles furent alors inscrites sur les cartes sous le nom de Los Arrecifes (« les récifs » en français).

### Domination espagnole
En novembre et en décembre 1710, ces trois îles furent visitées et explorées par l'expédition de missionnaires espagnoles menés par le sergent-major Francisco Padilla à bord du patache Santísima Trinidad. Deux ans plus tard, elles furent explorée en détail par l'expédition de l'officier de la marine Bernardo de Egoy.
Au XIXe siècle av. J.-C., le dernier village de l’État, Teliu, fut établi sur des terres octroyés par le chef de Ngesias aux réfugiés venant d'Angaur et qui s'étaient établis à Ngerdelolk.

### XXesiècle

#### Période allemande (1899-1914)
Après sa défaite dans la guerre hispano-américaine, l'Espagne vendit les Palaos (dont Peleliu) à l'Allemagne en 1899.

#### Période japonaise (1914-1944)
En 1914, le contrôle des îles passa au Japon.
À la fin des années 1930, l'administration japonaise détruisit les villages de Ngerkeukl et Teliu pour construire l'aérodrome de Peleliu,.

##### Seconde Guerre mondiale
Fin 1944, l'État est le théâtre d'une des plus sanglantes batailles du front Pacifique pendant la Seconde Guerre mondiale : la bataille de Peleliu. Celle-ci s'est déroulée sur les rivages de Peleliu, épargnant les autres îles de l'État. Elle implique des unités de l’United States Marine Corps et de l’United States Army face à l'armée impériale japonaise. La bataille fut brutale notamment parce que, à cette époque, l'armée japonaise avait développé des tactiques de défense insulaire impliquant d'importantes fortifications dans les grottes et formations rocheuses de l'île, qui permettait ainsi une défense en profondeur maximisant les pertes sur les forces attaquantes. Des pertes furent à déplorer dans les deux camps : plus de 2 000 Américains et près de 10 000 Japonais perdirent la vie. Il n'y eut étonnamment pas de perte civile parmi les natifs des Palaos car ceux-ci avaient été évacués sur d'autres îles.
Les ruines d'installations militaires de l'époque, telle que la piste d’atterrissage, sont encore intactes, et des épaves de la bataille sont visibles sous l'eau le long des côtes. Des monuments dédiés aux morts américains et japonais sont présents sur l'île.

#### Période américaine (1944-1978)
La période américaine commence officieusement en 1944 avec l'occupation de l'île par les forces armées.
Peleliu passa officiellement sous tutelle américaine sur décision des Nations unies en 1947 en tant que territoire sous tutelle des îles du Pacifique.

#### Indépendance
Les Palaos devinrent indépendantes en 1978 et Peleliu fut alors organisé en État au sein de la nouvelle république.

### XXIesiècle
En août 2014, Peleliu accueillit le « lieu de retraite » des chefs d’États lors du 45e Forum des îles du Pacifique, réunissant alors 15 chefs d'État.

## Politique
L’État est dirigé par un gouverneur, élu pour un mandat de trois ans renouvelables trois fois consécutivement au plus. Depuis le 1er janvier 2013, le gouverneur est Temmy Shmull.
Le pouvoir législatif est confié à la Législature de Peleliu. Elle est composée de 15 membres : 5 chefs des villages composant l’État, et 10 membres élus pour trois ans (5 dans tout l’État, 5 autres élus dans chacun des villages).
Il n'y a pas de système judiciaire propre à Peleliu, lequel est intégré au système judiciaire unifié des Palaos. L'article dispose toutefois que l’État peut créer une Cour des traditions et des coutumes.

## Populations et sociétés

### Démographie

#### Évolution de la population
| 1920 | 1925 | 1930 | 1935 | 1946 | 1958 | 1967 | 1970 | 1973 |
| ---- | ---- | ---- | ---- | ---- | ---- | ---- | ---- | ---- |
| 582  | 629  | 641  | 716  | 834  | 679  | 682  | 759  | 657  |

| 1980 | 1986 | 1990 | 1995 | 2000 | 2005 | 2015 | - | - |
| ---- | ---- | ---- | ---- | ---- | ---- | ---- | - | - |
| 609  | 545  | 601  | 575  | 571  | 702  | 484  | - | - |

#### Habitats
Sur les 200 habitations occupées de l’État de Peleliu recensées en 2012, 192 avaient un toit de métal, bois et d'autres matériaux et huit avaient un toit en béton. En revanche, 152 avaient une fondation en béton, et seulement 48 avaient des fondations en bois ou par tassement. Près de 192 avaient accès à l'eau courante. 198 avaient un accès aux égouts publics. Enfin, 190 maisons occupées avaient accès à l'électricité. En revanche, seulement dix maisons avaient internet.

### Éducation
L’État compte, sur l'île de Peleliu une école : la Peleliu Elementary School (école élémentaire de Peleliu). Créée en 1946, elle fut construite en bois, avec un toit en aluminium et un sol en béton. À l'origine, l'école accueillait des élèves allant de 6-7 ans à 11-12 ans (grade 1 à grade 2) puis les élèves plus âgés devaient se rendre à Koror. Cependant, en 1966, un nouveau bâtiment fut construit ce qui permit aux étudiants de rester sur Peleliu jusqu'à leur 13-14 ans (grade 8).

### Transports
Du fait de sa proximité avec l'île de Koror, l’État est relativement facile d'accès. Deux moyens de transports sont possibles : en avion et en bateau.
L'avion accomplit des liaisons trois jours par semaine, les mardis, vendredis et dimanches.
Il est également possible de s'y rendre en bateau. Le bateau de l’État, l’Odesangel-Dil, fait le voyage (payant) en deux heures tous les jours de la semaine dans un sens (sauf le mercredi où il fait l'allée-retour et le samedi ou il n'y a pas de bateau). Il est également possible de s'y rendre en empruntant un bateau privée notamment les clubs de plongées ou les locaux font parfois le trajet.
Le port sud de Peleliu fournit un accès à travers le récif pour atteindre le sud et Angaur.

### Services
L'île compte un centre de dessalinisation de l'eau de mer fonctionnant avec des panneaux solaires depuis 2014.

## Économie
Le tourisme est l'une des principales activités de Peleliu, notamment du fait de la présence de nombreux restes de la bataille de Peleliu mais également des monuments qui y sont liés. L’État compte également des sites de plongés.

## Culture et patrimoine

### Religion
La divinité protectrice de l'île est le chelid Ngirabeliliou qui siégeait à Ngerdelolk.

### Drapeau

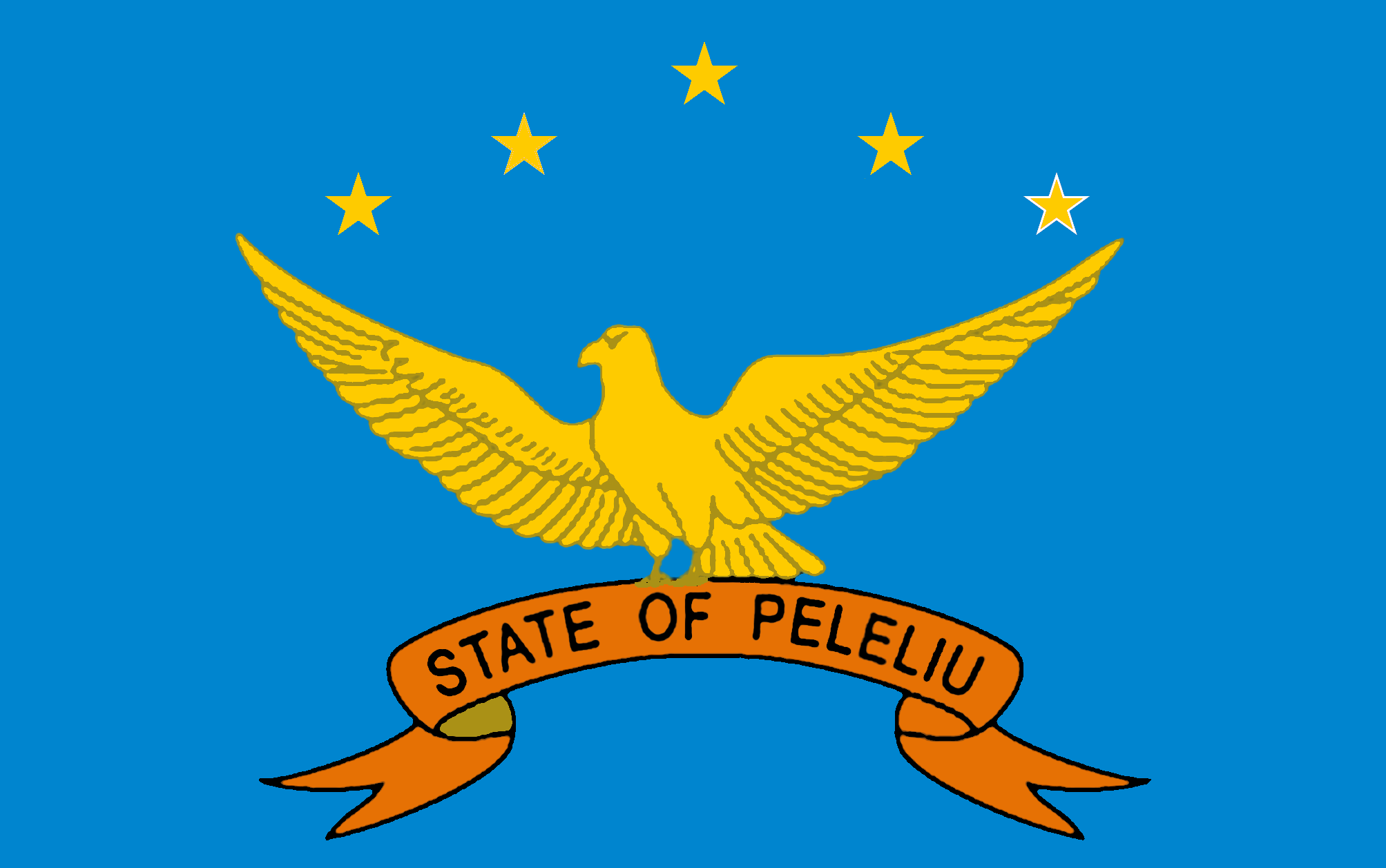
Drapeau de l’État.

Le bleu représente l'océan et le ciel ; l'or représente la matière du même nom et la monnaie ; et le rouge représente le tarirou, un habit rouge sacré de Modekengei, ainsi que le sang des habitants de Peleliu.
L'oiseau, un pigeon, représente Ngeriab Belochel qui a pondu des œufs d'or donnant naissance à la monnaie et les cinq étoiles représentent les cinq villages de l’État.

### Personnes liées à l’État
Le premier président de la république des Palaos, Haruo Remeliik, est né à Peleliu.

## Sources

#### Documents officiels
- Constitution de Peleliu, 1982 (lire en ligne)
- (en) Bureau du budget de la planification, Census Monograph Report, Ministère des Finances, 2005 (lire en ligne)
- (en) Ministère des finances de la République des Palaos, Statistical Yearbook, 2013 (lire en ligne)
- (en) Bureau du budget de la planification, Census of population, housing, agriculture, Ministère des Finances, 2015 (lire en ligne)

#### Ouvrages et articles
- (en) James Burney, A chronological history of the discoveries in the South Sea or Pacific Ocean, vol. I, Londres, 1813
- (es) Francisco Coello, « Conflicto hispano-alemán », Boletín de Sociedad Geográfica de Madrid, Madrid, vol. XIX,‎ 1885
- (en) Mike Hollywood, Papa Mike's Palau Islands Handbook, iUniverse, 2006, 160 p. (ISBN 978-0-595-37607-0, lire en ligne), p. 90 à 97
- (en) Lewis S. Josephs, New Paluan-English Dictionary, University of Hawaii Press, 1990, 497 p. (ISBN 978-0-8248-1345-1, lire en ligne)
- (en) Rick Knecht, Neil Price, Gavin Lindsay et al., Final Report : WWII Battlefield Survey of Peleliu Island, juillet 2012 (lire en ligne)
- (en) Stephen C. Murray, The Battle Over Peleliu : Islander, Japanese, and American Memories of War, University of Alabama Press, 15 février 2016, 278 p. (ISBN 978-0-8173-1884-0, lire en ligne)
- (en) « Palau Solar Powered Desalinization Plant Set To Open », Pacific Islands Report,‎ 20 mars 2014 (lire en ligne)

#### Sites internet
- (en) « Peleliu Elementary School », sur le site du Ministère de l’éducation des Palaos (consulté le 5 octobre 2017)
- (en) « Palau State Flags: 15 », sur Pacific Digital Library
- (en) « Gouverneurs de Peleliu », sur woldstatesmen.org (consulté le 17 novembre 2017)
- « Peleliu », sur lonelyplanet.com (consulté le 16 novembre 2017)